# 馬鹿の一つ覚え
「馬鹿の一つ覚え」（ばかのひとつおぼえ）は、日本のポップ・ロック・バンドである緑黄色社会の楽曲。2024年11月13日にSony Music Labelsの社内レーベルEpic Records Japanより配信限定シングルとして発売された。長屋晴子が作詞作曲を手がけた本作は、映画『六人の嘘つきな大学生』の主題歌として書き下ろされた。　

## 制作背景
2024年9月3日、同年11月22日に公開の東宝配給映画『六人の嘘つきな大学生』の主題歌を緑黄色社会が担当すること、楽曲タイトルが「馬鹿の一つ覚え」であることが発表された。映画のプロデューサーである稲垣優は、かねてより緑黄色社会のファンの1人として楽曲を聴いたりライブを見たりして感銘を受けていたとし、主題歌を依頼した経緯について“嘘”とは無縁のイメージがある緑黄色社会さんに、『もし“嘘”をテーマにした曲があったら、どんな楽曲になるのだろうか？』と思ったのが、本作の主題歌のオファーのきっかけでしたと説明した。
楽曲はタイトル先行で制作された。作詞を手がけた長屋晴子によれば「何年か前」に「馬鹿の一つ覚え」という言葉を目にし、インパクトに残りいつか使おうと思ったことから携帯電話のメモに残していた。その後主題歌の依頼を受け、「嘘」という題材に合うという判断から使用されることとなった。また、長屋は「逆転」や「うそつき」と角度が違うだけで同じ世界線の曲とし、でも“逆転”や“うそつき”には、未練みたいなものがあるような気がしていて。そこに弱さもあって。この“馬鹿の一つ覚え”に関しては、それもありつつ余裕が出てきたような感じなんです。“逆転”にも余裕はあるんですけど、もうちょっと若さがある、強がった余裕だったんですけど、“馬鹿の一つ覚え”に関しては、強がってるとかじゃなくてと説明している。
編曲はベーシストの穴見真吾と編曲家のLASTorderの共作。曲はファンク調でありながら、後半にレゲエやダブの要素が取り入れられている。穴見はハラハラしたり、振り回されるような映画のアミューズメント感みたいなものが曲に出ると良いなと思い、フレーズやきりきりとした音色を取り入れるなどを意識して作りましたと語っている。

## リリースおよび演奏披露
「馬鹿の一つ覚え」は、2024年11月13日に配信限定シングルとして発売された。この2日後の11月15日にはライブレストランを舞台としたミュージック・ビデオが公開された。監督は「花になって」のミュージック・ビデオも手がけたMESSが務めた。
ライブ演奏は、発売直近に開催された全国ライブハウスツアー『緑黄色社会 Live House Tour "Laugh"』で初披露となった。
テレビの音楽番組においては、ミュージック・ビデオの公開と同日に放送されたテレビ朝日系『ミュージックステーション』で初披露となり、11月25日に放送されたTBS系『CDTVライブ!ライブ!』ではフルサイズで披露された。その後11月30日に放送されたフジテレビ系『ミュージックフェア』でも披露された。

## 評価
ライターの石井恵梨子は、本作全体を通して「最もいい仕事をしている」のが穴見が弾くベースラインであるとし、J-POPでここまでベースを面白く聴かせる曲も珍しいと評した。また、長屋が書いた歌詞およびボーカルについて善悪や被害者／加害者の目線で裁くことなく、伸るか反るか、派手なショータイムの幕開けとして描いているから、聴き心地はあくまでスカッとしている。めくるめく声色の違いも楽しいと評した。
音楽評論家のスージー鈴木は本作を「ベースの音に驚いた」楽曲とし、後半の「たゆたゆしすぎるわ　貫いてよ愚の結晶」という一節を引き合いにベースと歌詞に二度驚きます……バンドの個性に気付くのが遅過ぎましたと述べた。また、長屋のボーカルについてAdoやゲスの極み乙女。、穴見のベースプレイについてサディスティック・ミカ・バンドの後藤次利を想起したと述べた。
ライターの杉浦美恵は、音楽雑誌『ROCKIN'ON JAPAN』（2025年1月号）に寄稿したレビューでめまぐるしく展開するサウンドはベースも鍵盤もギターもそれぞれにその音の存在を主張しながら、長屋のボーカルを軸にして抒情性豊かに重なり合っていく。少しやさぐれたイメージで、時に巻き舌なども交えながら「嘘」を暴き出すようにクリティカルに突き刺さる長屋のボーカル。このシアトリカルな歌唱が外連味なく表現できるのも彼女の大きな魅力だろう。伸びやかなファルセットの奥にも毒を感じさせるその歌世界に、リョクシャカのポップのさらなる広がりを見たと評した。

## クレジット
※出典
- 長屋晴子 – Vocal
- 小林壱誓 – Guitars
- peppe – Piano, Keyboards
- 穴見真吾 – Bass
- LASTorder – Programming
- 城戸紘志 – Drums
- 村上宣之 – Recording & Mixing

## チャート成績
| チャート (2024年)                      | 最高位 |
| -------------------------------------- | ------ |
| Japan Download Songs (Billboard JAPAN) | 13     |
| 日本 (オリコンデジタルシングル)        | 14     |